# Chlorocoma asemanta
Chlorocoma asemanta là một loài bướm đêm trong họ Geometridae.